# Madeleine Garrick
Madeleine Claire Garrick (Shepparton, 1º aprile 1992) è una cestista australiana.

## Carriera
Con l'Australia ha disputato i Campionati asiatici del 2017.